# Serie A1 2016-2017 (hockey su pista)
La Serie A1 2016-2017 è stata la 94ª edizione (la 68ª a girone unico) del torneo di primo livello del campionato italiano di hockey su pista. La competizione ha avuto inizio il 1º ottobre 2016 e si è conclusa il 20 giugno 2017.
Lo scudetto è stato conquistato dall'Amatori Lodi per la seconda volta nella sua storia, a 36 anni di distanza dalla precedente affermazione; i giallorossi si imposero sui campioni uscenti del Forte dei Marmi dopo un confronto estremamente combattuto, risolto soltanto da una sequenza di 18 tiri di rigore al termine dell'ultima partita della serie finale.

## Stagione

### Novità
La stagione 2016-2017 della serie A1 vide ai nastri di partenza quattordici club. Al torneo hanno partecipato: AFP Giovinazzo, Amatori Lodi, Bassano, Breganze, CGC Viareggio, Follonica, Forte dei Marmi, HRC Monza, Matera, Sarzana, Trissino, Valdagno; al posto delle retrocesse Cremona e Thiene hanno partecipato le due neoprommosse Correggio e Sandrigo. A luglio il Matera per irregolarità nella domanda di iscrizione venne escluso dal campionato e venne ripescato a completamento organico il Cremona. 

### Formula
Come ormai consuetudine, la manifestazione è organizzata in due fasi. La prima fase vede la disputa di un girone all'italiana, con gare di andata e ritorno per un totale di 26 giornate: sono assegnati 3 punti per l'incontro vinto e un punto a testa per l'incontro pareggiato, mentre non ne è attribuito alcuno per la sconfitta. Al termine della prima fase le prime otto squadre classificate si qualificano per i play-off scudetto mentre le squadre classificate al 13º e al 14º posto sono retrocesse in Serie A2 nella stagione successiva.

Le formazioni classificate dal 1º all'8º posto al termine del girone di andata sono state ammesse alle Final Eight di Coppa Italia.

### Avvenimenti
La stagione regolare del torneo iniziò il 1º ottobre 2016 e terminò il 22 aprile 2017. La prima fase del torneo vide scontrarsi al vertice del torneo i campioni d'Italia in carica del Forte dei Marmi e l'Amatori Lodi con continui cambi al vertice della classifica generale; alla fine comunque furono i rossoblu toscani a concludere al primo posto seguiti dai lombardi rossoblu di sole due lunghezze; si qualificarono ai play-off scudetto anche il CGC Viareggio giunto al terzo posto, il Follonica quarto in classifica, il Bassano, il Breganze e il Valdagno 1938 (rispettivamente quinto, sesto e settimo); l'ultimo club a centrare la post-season fu il Sarzana. Retrocedettero in serie A2 il Cremona e il Sandrigo.

Nel primo turno dei play-off il Forte dei Marmi eliminò a fatica il Sarzana, Follonica ebbe la meglio sul Bassano, Viareggio Sconfisse il Breganze e l'Amatori Lodi vinse la propria serie sul Valdagno.

Le semifinali videro i campioni d'Italia sconfiggere per 3 a 1 il Follonica qualificandosi per la quarta volta consecutiva per la finale scudetto; l'Amatori Lodi invece dovette arrivare fino a gara-5 per avere la meglio sul CGC Viareggio.

Per il secondo anno consecutivo furono l'Amatori Lodi e il Forte dei Marmi quindi a contendersi il tricolore dell'hockey su pista. La prima gara delle serie fu giocata al PalaCastellotti di Lodi vide i lombardi vincere la partita per 5 a 4 portandosi così in vantaggio nelle serie. La seconda partita fu giocata al PalaForte di Forte dei Marmi e vide i toscani vincere per 6 a 1 pareggiando la serie 1 a 1. La terza gara giocata ancora in Toscana vide vincere ancora il club di casa per 3 a 2 passando in vantaggio nel computo delle gare per 2 a 1. Per la quarta gara si ritornò a Lodi e l'Amatori vinse per 6 a 1 impattando sul 2 a 2 la serie. L'atto conclusivo si svolse al PalaForte e dopo l'equilibrio tra le due formazioni venne spezzato in favore del Lodi solo ai tiri di rigore e laureando i lombardi campioni d'Italia dopo 36 anni di attesa.

## Squadre partecipanti
| Club            | Stagione | Città                   | Impianto                                 | Stagione precedente                                            |
| --------------- | -------- | ----------------------- | ---------------------------------------- | -------------------------------------------------------------- |
| AFP Giovinazzo  | dettagli | Giovinazzo (BA)         | PalaPansini                              | 11º in Serie A1                                                |
| Amatori Lodi    | dettagli | Lodi                    | PalaCastellotti                          | 3º in Serie A1, finale play-off scudetto                       |
| Bassano         | dettagli | Bassano del Grappa (VI) | PalaBassano                              | 6º in Serie A1, quarti di finale play-off scudetto             |
| Breganze        | dettagli | Breganze (VI)           | PalaFerrarin                             | 4º in Serie A1, quarti di finale play-off scudetto             |
| CGC Viareggio   | dettagli | Viareggio (LU)          | PalaBarsacchi                            | 5º in Serie A1, semifinali play-off scudetto                   |
| Correggio       | dettagli | Correggio (RE)          | Palasport Dorando Pietri                 | 1º in Serie A2, promosso                                       |
| Cremona         | dettagli | Pieve San Giacomo (CR)  | Palestra comunale di San Daniele Po (CR) | 13º in Serie A1, ripescato                                     |
| Follonica       | dettagli | Follonica (GR)          | Pista Armeni                             | 7º in Serie A1, quarti di finale play-off scudetto             |
| Forte dei Marmi | dettagli | Forte dei Marmi (LU)    | PalaForte                                | 1º in Serie A1, vincitore play-off scudetto, campione d'Italia |
| HRC Monza       | dettagli | Monza                   | PalaRovagnati di Biassono (MB)           | 8º in Serie A1, quarti di finale play-off scudetto             |
| Sandrigo        | dettagli | Sandrigo (VI)           | Palasport di Sandrigo                    | 3° in Serie A2, vincitore play-off promozione, promosso        |
| Sarzana         | dettagli | Sarzana (SP)            | Pista Vecchio Mercato                    | 12º in Serie A1                                                |
| Trissino        | dettagli | Trissino (VI)           | PalaSinico                               | 9º in Serie A1                                                 |
| Valdagno        | dettagli | Valdagno (VI)           | PalaLido                                 | 10º in Serie A1                                                |

### Allenatori e primatisti
| Squadra         | Allenatore                                   | Cannoniere (Miglior marcatore nella stagione regolare) |
| --------------- | -------------------------------------------- | ------------------------------------------------------ |
| AFP Giovinazzo  | Angelo Depalma                               | Emiliano Romero (49 reti)                              |
| Amatori Lodi    | Nuno Resende                                 | Federico Ambrosio (49 reti)                            |
| Bassano         | Pino Marzella                                | Marc Julià (33 reti)                                   |
| Breganze        | Massimo Belligio                             | Álvaro Giménez (34 reti)                               |
| CGC Viareggio   | Alessandro Bertolucci                        | Mirko Bertolucci (23 reti)                             |
| Correggio       | Massimo Barbieri                             | Andrea Malagoli (43 reti)                              |
| Cremona         | Ariano Civa (1ª-9ª) Sérgio Silva (10ª-26ª)   | Cacau (39 reti)                                        |
| Follonica       | Federico Paghi                               | Marinho (54 reti)                                      |
| Forte dei Marmi | Pierluigi Bresciani                          | Enric Torner (32 reti)                                 |
| HRC Monza       | Tommaso Colamaria                            | Lucas Martínez (41 reti)                               |
| Sandrigo        | Gaetano Marozin                              | Andrea Brendolin (37 reti)                             |
| Sarzana         | Francesco Dolce                              | Sergio Festa (30 reti)                                 |
| Trissino        | Dario Rigo (1ª-15ª) Jordi Valverde (16ª-26ª) | Maximiliano Oruste (30 reti)                           |
| Valdagno        | Franco Vanzo                                 | Martín Montivero (30 reti)                             |

## Stagione regolare

### Risultati
| Andata (1ª) | Andata (1ª) | Prima giornata                | Ritorno (14ª) | Ritorno (14ª) |  |
|             |             |                               |               |               |  |
| 1 ott.      | 9-3         | Amatori Lodi-Sarzana          | 5-3           | 7 gen.        |  |
| 1 ott.      | 5-1         | Breganze-Sandrigo             | 7-1           | 7 gen.        |  |
| 1 ott.      | 4-4         | Cremona-Follonica             | 3-5           | 7 gen.        |  |
| 1 ott.      | 4-3         | Forte dei Marmi-Valdagno 1938 | 0-3           | 7 gen.        |  |
| 1 ott.      | 3-3         | Trissino-CGC Viareggio        | 2-3           | 7 gen.        |  |
| 1 nov.      | 6-6         | HRC Monza-Correggio           | 4-3           | 7 gen.        |  |
| 1 nov.      | 5-1         | Bassano-AFP Giovinazzo        | 6-1           | 8 apr.        |  |

| Andata (2ª) | Andata (2ª) | Seconda giornata               | Ritorno (15ª) | Ritorno (15ª) |  |
|             |             |                                |               |               |  |
| 8 ott.      | 3-2         | Correggio-Trissino             | 1-1           | 17 gen.       |  |
| 8 ott.      | 5-3         | Follonica-HRC Monza            | 5-9           | 17 gen.       |  |
| 8 ott.      | 3-4         | AFP Giovinazzo-Forte dei Marmi | 2-4           | 17 gen.       |  |
| 8 ott.      | 1-5         | Sandrigo-Amatori Lodi          | 6-12          | 17 gen.       |  |
| 8 ott.      | 4-3         | Sarzana-Cremona                | 3-4           | 17 gen.       |  |
| 8 ott.      | 3-3         | Valdagno 1938-Bassano          | 1-1           | 17 gen.       |  |
| 8 ott.      | 3-3         | CGC Viareggio-Breganze         | 2-2           | 17 gen.       |  |

| Andata (3ª) | Andata (3ª) | Terza giornata           | Ritorno (16ª) | Ritorno (16ª) |
|             |             |                          |               |               |
| 15 ott.     | 7-4         | Amatori Lodi-Bassano     | 4-2           | 21 gen.       |
| 15 ott.     | 0-3         | Cremona-CGC Viareggio    | 2-6           | 21 gen.       |
| 15 ott.     | 4-1         | Forte dei Marmi-Trissino | 2-5           | 21 gen.       |
| 15 ott.     | 1-4         | HRC Monza-Breganze       | 3-4           | 21 gen.       |
| 15 ott.     | 12-8        | Sandrigo-AFP Giovinazzo  | 4-7           | 21 gen.       |
| 15 ott.     | 2-2         | Sarzana-Follonica        | 2-6           | 21 gen.       |
| 15 ott.     | 6-3         | Valdagno 1938-Correggio  | 10-6          | 21 gen.       |

| Andata (4ª) | Andata (4ª) | Quarta giornata              | Ritorno (17ª) | Ritorno (17ª) |
|             |             |                              |               |               |
| 22 ott.     | 5-2         | Bassano-Sandrigo             | 7-3           | 28 gen.       |
| 22 ott.     | 4-2         | AFP Giovinazzo-Valdagno 1938 | 3-7           | 28 gen.       |
| 22 ott.     | 3-2         | Trissino-Cremona             | 4-4           | 28 gen.       |
| 8 nov.      | 6-5         | Breganze-Forte dei Marmi     | 2-6           | 28 gen.       |
| 8 nov.      | 4-6         | Correggio-Follonica          | 6-5           | 28 gen.       |
| 8 nov.      | 4-3         | HRC Monza-Sarzana            | 2-4           | 28 gen.       |
| 8 nov.      | 0-4         | CGC Viareggio-Amatori Lodi   | 3-8           | 28 gen.       |

| Andata (5ª) | Andata (5ª) | Quinta giornata              | Ritorno (18ª) | Ritorno (18ª) |
|             |             |                              |               |               |
| 29 ott.     | 3-3         | Sandrigo-Valdagno 1938       | 4-10          | 4 feb.        |
| 29 ott.     | 6-4         | Follonica-Bassano            | 5-6           | 7 feb.        |
| 29 ott.     | 3-2         | CGC Viareggio-AFP Giovinazzo | 5-3           | 7 feb.        |
| 15 nov.     | 2-5         | Amatori Lodi-Forte dei Marmi | 5-2           | 7 feb.        |
| 15 nov.     | 5-7         | Cremona-Breganze             | 1-6           | 7 feb.        |
| 15 nov.     | 2-5         | Sarzana-Correggio            | 3-5           | 7 feb.        |
| 15 nov.     | 2-4         | Trissino-HRC Monza           | 3-1           | 7 feb.        |

| Andata (6ª) | Andata (6ª) | Sesta giornata              | Ritorno (19ª) | Ritorno (19ª) |
|             |             |                             |               |               |
| 5 nov.      | 7-3         | Cremona-Sandrigo            | 6-7           | 11 feb.       |
| 5 nov.      | 5-6         | AFP Giovinazzo-HRC Monza    | 1-3           | 11 feb.       |
| 22 nov.     | 0-4         | Bassano-Trissino            | 1-1           | 11 feb.       |
| 22 nov.     | 2-4         | Breganze-Correggio          | 0-1           | 11 feb.       |
| 22 nov.     | 2-2         | Follonica-Amatori Lodi      | 7-11          | 11 feb.       |
| 22 nov.     | 4-1         | Forte dei Marmi-Sarzana     | 7-3           | 11 feb.       |
| 22 nov.     | 3-4         | Valdagno 1938-CGC Viareggio | 3-5           | 11 feb.       |

| Andata (7ª) | Andata (7ª) | Settima giornata          | Ritorno (20ª) | Ritorno (20ª) |
|             |             |                           |               |               |
| 12 nov.     | 8-2         | Amatori Lodi-Cremona      | 9-4           | 14 feb.       |
| 12 nov.     | 2-2         | Forte dei Marmi-Follonica | 4-3           | 14 feb.       |
| 12 nov.     | 6-3         | Sarzana-Bassano           | 4-5           | 14 feb.       |
| 12 nov.     | 4-3         | Trissino-Breganze         | 4-4           | 14 feb.       |
| 12 nov.     | 1-8         | Correggio-AFP Giovinazzo  | 1-2           | 18 feb.       |
| 12 nov.     | 2-4         | Sandrigo-CGC Viareggio    | 6-9           | 18 feb.       |
| 29 nov.     | 6-1         | HRC Monza-Valdagno 1938   | 3-5           | 18 feb.       |

| Andata (8ª) | Andata (8ª) | Ottava giornata           | Ritorno (21ª) | Ritorno (21ª) |
|             |             |                           |               |               |
| 19 nov.     | 4-4         | Amatori Lodi-Breganze     | 1-4           | 4 mar.        |
| 19 nov.     | 3-5         | Correggio-Forte dei Marmi | 3-5           | 4 mar.        |
| 19 nov.     | 4-5         | Cremona-HRC Monza         | 4-9           | 4 mar.        |
| 19 nov.     | 2-1         | AFP Giovinazzo-Trissino   | 5-7           | 4 mar.        |
| 19 nov.     | 1-5         | Sandrigo-Follonica        | 3-7           | 4 mar.        |
| 19 nov.     | 3-3         | Valdagno 1938-Sarzana     | 3-6           | 4 mar.        |
| 19 nov.     | 4-2         | CGC Viareggio-Bassano     | 3-5           | 4 mar.        |

| Andata (9ª) | Andata (9ª) | Nona giornata           | Ritorno (22ª) | Ritorno (22ª) |
|             |             |                         |               |               |
| 29 nov.     | 2-2         | Forte dei Marmi-Cremona | 5-1           | 14 mar.       |
| 29 nov.     | 3-3         | Sarzana-CGC Viareggio   | 4-6           | 14 mar.       |
| 29 nov.     | 4-4         | Trissino-Amatori Lodi   | 4-4           | 14 mar.       |
| 29 nov.     | 12-5        | Breganze-AFP Giovinazzo | 8-3           | 11 mar.       |
| 29 nov.     | 6-3         | Bassano-Correggio       | 5-2           | 11 mar.       |
| 13 dic.     | 10-1        | HRC Monza-Sandrigo      | 6-8           | 11 mar.       |
| 13 dic.     | 4-3         | Follonica-Valdagno 1938 | 3-4           | 11 mar.       |

| Andata (10ª) | Andata (10ª) | Decima giornata             | Ritorno (23ª) | Ritorno (23ª) |
|              |              |                             |               |               |
| 3 dic.       | 5-5          | Bassano-Breganze            | 4-3           | 18 mar.       |
| 3 dic.       | 5-6          | AFP Giovinazzo-Amatori Lodi | 2-4           | 18 mar.       |
| 3 dic.       | 1-5          | HRC Monza-Forte dei Marmi   | 1-6           | 18 mar.       |
| 3 dic.       | 2-5          | Sandrigo-Correggio          | 2-2           | 18 mar.       |
| 3 dic.       | 7-5          | Sarzana-Trissino            | 4-2           | 18 mar.       |
| 3 dic.       | 2-5          | Valdagno 1938-Cremona       | 5-2           | 18 mar.       |
| 3 dic.       | 6-2          | CGC Viareggio-Follonica     | 5-7           | 18 mar.       |

| Andata (11ª) | Andata (11ª) | Undicesima giornata      | Ritorno (24ª) | Ritorno (24ª) |
|              |              |                          |               |               |
| 7 dic.       | 5-3          | Amatori Lodi-HRC Monza   | 5-2           | 21 mar.       |
| 7 dic.       | 3-3          | Breganze-Sarzana         | 5-8           | 25 mar.       |
| 7 dic.       | 2-4          | Correggio-CGC Viareggio  | 1-5           | 25 mar.       |
| 7 dic.       | 3-5          | Cremona-Bassano          | 7-8           | 25 mar.       |
| 7 dic.       | 8-4          | Follonica-AFP Giovinazzo | 7-4           | 25 mar.       |
| 7 dic.       | 6-1          | Forte dei Marmi-Sandrigo | 10-0          | 25 mar.       |
| 7 dic.       | 1-4          | Trissino-Valdagno 1938   | 3-2           | 25 mar.       |

| Andata (12ª) | Andata (12ª) | Dodicesima giornata        | Ritorno (25ª) | Ritorno (25ª) |
|              |              |                            |               |               |
| 10 dic.      | 1-6          | Bassano-Forte dei Marmi    | 0-4           | 28 mar.       |
| 10 dic.      | 1-1          | Valdagno 1938-Amatori Lodi | 2-7           | 28 mar.       |
| 10 dic.      | 5-5          | Follonica-Breganze         | 3-2           | 1 apr.        |
| 10 dic.      | 7-3          | AFP Giovinazzo-Sarzana     | 3-5           | 1 apr.        |
| 10 dic.      | 2-3          | Sandrigo-Trissino          | 2-7           | 1 apr.        |
| 10 dic.      | 3-3          | Correggio-Cremona          | 4-7           | 1 apr.        |
| 10 dic.      | 4-2          | CGC Viareggio-HRC Monza    | 5-5           | 1 apr.        |

| \| Andata (13ª) \| Andata (13ª) \| Tredicesima giornata \| Ritorno (26ª) \| Ritorno (26ª) \| \| \| \| \| \| \| \| 17 dic. \| 8-5 \| Cremona-AFP Giovinazzo \| 2-4 \| 22 apr. \| \| 20 dic. \| 6-3 \| Amatori Lodi-Correggio \| 5-5 \| 22 apr. \| \| 20 dic. \| 4-1 \| Breganze-Valdagno 1938 \| 3-4 \| 22 apr. \| \| 20 dic. \| 7-1 \| Forte dei Marmi-CGC Viareggio \| 3-2 \| 22 apr. \| \| 20 dic. \| 0-1 \| HRC Monza-Bassano \| 5-6 \| 22 apr. \| \| 20 dic. \| 5-2 \| Sarzana-Sandrigo \| 7-6 \| 22 apr. \| \| 20 dic. \| 0-3 \| Trissino-Follonica \| 3-9 \| 22 apr. \| |              |                               |               |               |
| Andata (13ª) | Andata (13ª) | Tredicesima giornata          | Ritorno (26ª) | Ritorno (26ª) |
| |              |                               |               |               |
| 17 dic. | 8-5          | Cremona-AFP Giovinazzo        | 2-4           | 22 apr.       |
| 20 dic. | 6-3          | Amatori Lodi-Correggio        | 5-5           | 22 apr.       |
| 20 dic. | 4-1          | Breganze-Valdagno 1938        | 3-4           | 22 apr.       |
| 20 dic. | 7-1          | Forte dei Marmi-CGC Viareggio | 3-2           | 22 apr.       |
| 20 dic. | 0-1          | HRC Monza-Bassano             | 5-6           | 22 apr.       |
| 20 dic. | 5-2          | Sarzana-Sandrigo              | 7-6           | 22 apr.       |
| 20 dic. | 0-3          | Trissino-Follonica            | 3-9           | 22 apr.       |

### Classifica finale
|  | Pos. | Squadra         | Pt | G  | V  | N | P  | GF  | GS  | DR  |
|  | ---- | --------------- | -- | -- | -- | - | -- | --- | --- | --- |
|  | 1.   | Forte dei Marmi | 62 | 26 | 20 | 2 | 4  | 117 | 57  | +60 |
|  | 2.   | Amatori Lodi    | 60 | 26 | 18 | 6 | 2  | 143 | 83  | +60 |
|  | 3.   | CGC Viareggio   | 50 | 26 | 15 | 5 | 6  | 101 | 86  | +15 |
|  | 4.   | Follonica       | 47 | 26 | 14 | 5 | 7  | 126 | 102 | +24 |
|  | 5.   | Bassano         | 46 | 26 | 14 | 4 | 8  | 100 | 93  | +7  |
|  | 6.   | Breganze        | 40 | 26 | 11 | 7 | 8  | 113 | 87  | +26 |
|  | 7.   | Valdagno        | 35 | 26 | 10 | 5 | 11 | 94  | 91  | +3  |
|  | 8.   | Sarzana         | 34 | 26 | 10 | 4 | 12 | 101 | 112 | -11 |
|  | 9.   | Trissino        | 34 | 26 | 9  | 7 | 10 | 79  | 83  | -4  |
|  | 10.  | HRC Monza       | 32 | 26 | 10 | 2 | 14 | 104 | 105 | -1  |
|  | 11.  | Correggio       | 26 | 26 | 7  | 5 | 14 | 85  | 112 | -27 |
|  | 12.  | AFP Giovinazzo  | 21 | 26 | 7  | 0 | 19 | 99  | 134 | -35 |
|  | 13.  | Cremona         | 19 | 26 | 5  | 4 | 17 | 95  | 129 | -34 |
|  | 14.  | Sandrigo        | 11 | 26 | 3  | 2 | 21 | 85  | 168 | -83 |

Legenda:
  Partecipa ai play-off scudetto.
  Vincitore della Coppa Italia 2016-2017.
  Vincitore della Supercoppa italiana 2016.
      Campione d'Italia e ammessa alla CERH European League 2017-2018.
      Ammesse all'CERH European League 2017-2018.
      Ammesse alla Coppa CERS 2017-2018.
      Retrocesse in Serie A2 2017-2018.
Note:
Tre punti a vittoria, uno a pareggio, zero a sconfitta.
In caso di arrivo di due o più squadre a pari punti, la graduatoria finale è stilata secondo la classifica avulsa tra le squadre interessate che prevede, in ordine, i seguenti criteri:
- punti negli scontri diretti;
- differenza reti negli scontri diretti;
- differenza reti generale;
- reti realizzate in generale;
- sorteggio.

Bassano, Trissino e HRC Monza rinunciano a partecipare alla Coppa CERS.

## Play-off scudetto

### Tabellone
|  | Quarti di finale | Quarti di finale | Quarti di finale | Quarti di finale | Quarti di finale |   |               | Semifinali      | Semifinali   | Semifinali | Semifinali | Semifinali | Semifinali | Semifinali |  |  | Finale | Finale          | Finale | Finale | Finale | Finale | Finale |
|  |                  |                  |                  |                  |                  |   |               |                 |              |            |            |            |            |            |  |  |        |                 |        |        |        |        |        |
|  | 1                | Forte dei Marmi  | 7                | 2(4)             | 4                |   |               |                 |              |            |            |            |            |            |  |  |        |                 |        |        |        |        |        |
|  | 8                | Sarzana          | 2                | 2(5)             | 2                |   |               |                 |              |            |            |            |            |            |  |  |        |                 |        |        |        |        |        |
|  | 8                | Sarzana          | 2                | 2(5)             | 2                |   | 1             | Forte dei Marmi | 3            | 5          | 6          | 3          |            |            |  |  |        |                 |        |        |        |        |        |
|  |                  |                  |                  |                  |                  |   | 1             | Forte dei Marmi | 3            | 5          | 6          | 3          |            |            |  |  |        |                 |        |        |        |        |        |
|  |                  | 4                | Follonica        | 5                | 1                | 3 | 1             |                 |              |            |            |            |            |            |  |  |        |                 |        |        |        |        |        |
|  | 4                | 4                | Follonica        | 5                | 1                | 3 | 1             | Follonica       | 1(1)         | 7          | 3          |            |            |            |  |  |        |                 |        |        |        |        |        |
|  | 4                |                  |                  |                  |                  |   |               | Follonica       | 1(1)         | 7          | 3          |            |            |            |  |  |        |                 |        |        |        |        |        |
|  | 5                | Bassano          | 1(2)             | 3                | 2                |   |               |                 |              |            |            |            |            |            |  |  |        |                 |        |        |        |        |        |
|  |                  |                  |                  |                  |                  |   |               |                 |              |            |            |            |            |            |  |  | 1      | Forte dei Marmi | 4      | 6      | 3      | 1      | 1(2)   |
|  |                  |                  | 2                | Amatori Lodi     | 5                | 1 | 2             | 6               | 1(3)         |            |            |            |            |            |  |  |        |                 |        |        |        |        |        |
|  | 3                | CGC Viareggio    | 3                | 4                |                  |   |               |                 |              |            |            |            |            |            |  |  |        |                 |        |        |        |        |        |
|  | 6                | Breganze         | 1                | 2                |                  |   |               |                 |              |            |            |            |            |            |  |  |        |                 |        |        |        |        |        |
|  | 6                | Breganze         | 1                | 2                |                  | 3 | CGC Viareggio | 3               | 2            | 3          | 0          | 2          |            |            |  |  |        |                 |        |        |        |        |        |
|  |                  |                  |                  |                  |                  | 3 | CGC Viareggio | 3               | 2            | 3          | 0          | 2          |            |            |  |  |        |                 |        |        |        |        |        |
|  |                  | 2                | Amatori Lodi     | 1                | 3                | 1 | 6             | 4               |              |            |            |            |            |            |  |  |        |                 |        |        |        |        |        |
|  | 2                | 2                | Amatori Lodi     | 1                | 3                | 1 | 6             | 4               | Amatori Lodi | 5          | 3          |            |            |            |  |  |        |                 |        |        |        |        |        |
|  | 2                |                  |                  |                  |                  |   |               |                 | Amatori Lodi | 5          | 3          |            |            |            |  |  |        |                 |        |        |        |        |        |
|  | 7                | Valdagno         | 2                | 1                |                  |   |               |                 |              |            |            |            |            |            |  |  |        |                 |        |        |        |        |        |

### Quarti di finale
(1) Forte dei Marmi vs. (8) Sarzana
| Arbitri: | Carmazzi (Viareggio) Iuorio (Salerno) |

|                                    |           | |
| Festa 11'14" F. De Rinaldis 11'22" | Marcatori | 1'49" 4'02" G. Romero 16'00" Orlandi 31'34" 34'09" De Oro 35'06" E. Cinquini 48'27" Lor. Giovannetti |

| Arbitri: | Andrisani (Matera) Ferraro (Bassano del Grappa) |

|                                 |                      |                                 |
| M. Pagnini 24'51" Torner 29'40" | Marcatori            | 31'43" Borsi 43'24" Festa       |
| Torner Orlandi G. Romero De Oro | Tiri di rigore 4 – 5 | Sterpini (2) F. Rossi Festa (2) |

| Arbitri: | Galoppi (Follonica) Silecchia (Giovinazzo) |

|                                                     |           |                                   |
| Orlandi 2'41" 22'11" De Oro 31'17" G. Romero 33'30" | Marcatori | 8'45" Festa 44'07" F. De Rinaldis |

(4) Follonica vs. (5) Bassano
| Arbitri: | Fronte (Novara) Bonuccelli (Viareggio) |

|                    |                      |                   |
| Diogo Neves 19'21" | Marcatori            | 21'28" F. Pagnini |
| S. Amato Canesso   | Tiri di rigore 2 – 1 | Banini            |

| Arbitri: | Carmazzi (Viareggio) Ferrari (Viareggio) |

|                                                                                                   |           |                                            |
| F. Pagnini 20'36" 39'54" S. Paghi 30'13" 44'54" M. Rodríguez 34'42" Saavedra 39'40" Banini 44'35" | Marcatori | 42'02" 42'56" Tataranni 47'37" Diogo Neves |

| Arbitri: | Barbarisi (Salerno) Silecchia (Giovinazzo) |

|                                                 |           |                                 |
| Saavedra 3'02" Marinho 23'11" F. Pagnini 44'01" | Marcatori | 6'50" S. Amato 38'42" Tataranni |

(3) CGC Viareggio vs. (6) Breganze
| Arbitri: | Galoppi (Follonica) Brambilla (Agrate Brianza) |

|               |           |                                        |
| G. Zen 15'40" | Marcatori | 24'07" 41'56" Muglia 27'47" Xavi Costa |

| Arbitri: | Fronte (Novara) Di Domenico (Modena) |

|                                                          |           |                            |
| Xavi Costa 3'30" Xavi Rubio 16'04" 48'14" Gavioli 45'34" | Marcatori | 16'47" D'Anna 45'49" Oriol |

(2) Amatori Lodi vs. (7) Valdagno 1938
| Arbitri: | Ferrari (Viareggio) Barbarisi (Salerno) |

|                                      |           |                                                                        |
| D. Nicoletti 31'46" Montivero 40'38" | Marcatori | 7'49" 46'44" Illuzzi 10'29" Ambrosio 17'38" F. Platero 39'21" G. Cocco |

| Arbitri: | Galoppi (Follonica) Silecchia (Giovinazzo) |

|                                                    |           |               |
| Ambrosio 13'59" F. Platero 23'35" A. Verona 48'39" | Marcatori | 21'46" Fariza |

### Semifinali
(1) Forte dei Marmi vs. (4) Follonica
| Arbitri: | Carmazzi (Viareggio) Ferrari (Viareggio) |

|                                                                  |           |                                                |
| Marinho 0'20" 7'01" 13'57" M. Rodríguez 15'33" F. Pagnini 18'58" | Marcatori | 32'03" Orlandi 37'17" Torner 44'46" D. Motaran |

| Arbitri: | Fronte (Novara) Bonuccelli (Viareggio) |

|                                                                   |           |               |
| Orlandi 6'42" 31'33" De Oro 12'50" Torner 14'10" G. Romero 28'35" | Marcatori | 18'45" Banini |

| Arbitri: | Ferrari (Viareggio) Ferraro (Bassano del Grappa) |

|                                                                                |           |                                                  |
| Orlandi 18'34" 40'25" Torner 30'37" G. Romero 33'00" 33'43" E. Cinquini 43'25" | Marcatori | 12'25" Saavedra 44'41" F. Pagnini 48'15" Marinho |

| Arbitri: | Carmazzi (Viareggio) Ferrari (Viareggio) |

|                   |           |                                        |
| F. Pagnini 20'28" | Marcatori | 0'31" 24'28" M. Pagnini 31'24" Orlandi |

(2) Amatori Lodi vs. (3) CGC Viareggio
| Arbitri: | Eccelsi (Novara) Fronte (Novara) |

|                                           |           |                |
| Xavi Costa 6'53" Xavi Rubio 41'38" 49'18" | Marcatori | 8'08" G. Cocco |

| Arbitri: | Galoppi (Follonica) Silecchia (Giovinazzo) |

|                                                   |           |                                  |
| G. Cocco 10'32" Ambrosio 37'13" F. Platero 43'51" | Marcatori | 48'26" Gavioli 49'59" Xavi Rubio |

| Arbitri: | Eccelsi (Novara) Galoppi (Follonica) |

|                |           |                                                    |
| Illuzzi 12'33" | Marcatori | 7'02" Xavi Rubio 17'18" Xavi Costa 25'00" Montigel |

| Arbitri: | Eccelsi (Novara) Fronte (Novara) |

|  |           |                                                                    |
|  | Marcatori | 4'36" 12'10" 40'36" A. Verona 7'56" Illuzzi 21'22" 30'34" G. Cocco |

| Arbitri: | Eccelsi (Novara) Fronte (Novara) |

|                                                          |           |                                 |
| F. Platero 7'10" 21'13" A. Verona 26'57" Ambrosio 28'50" | Marcatori | 23'08" Muglia 30'12" Xavi Costa |

### Finale
(1) Forte dei Marmi vs. (2) Amatori Lodi
| Arbitri: | Galoppi (Follonica) Silecchia (Giovinazzo) |

|                                                               |           |                                                   |
| Illuzzi 1'11" A. Verona 4'50" 17'56" F. Platero 12'59" 48'07" | Marcatori | 5'22" G. Romero 6'24" 48'44" Torner 37'16" De Oro |

| Arbitri: | Galoppi (Follonica) Carmazzi (Viareggio) |

|                                                                          |           |                 |
| Orlandi 1'19" 34'47" 38'49" Torner 3'25" M. Pagnini 34'20" De Oro 49'29" | Marcatori | 36'25" G. Cocco |

| Arbitri: | Ferrari (Viareggio) Carmazzi (Viareggio) |

|                                      |           |                                 |
| Torner 3'53" G. Romero 36'40" 49'00" | Marcatori | 10'44" Ambrosio 46'40" G. Cocco |

| Arbitri: | Eccelsi (Novara) Fronte (Novara) |

|                                                                              |           |                |
| Illuzzi 5'17" Ambrosio 9'56" 44'08" 48'36" G. Cocco 34'53" F. Platero 43'30" | Marcatori | 24'54" Orlandi |

| Arbitri: | Ferrari (Viareggio) Galoppi (Follonica) |

|                        |                      |                              |
| Torner 6'28"           | Marcatori            | 12'09" A. Verona             |
| E. Cinquini D. Motaran | Tiri di rigore 2 – 3 | F. Platero A. Verona Illuzzi |

## Verdetti
| Verdetto                       | Club                                                 |
| ------------------------------ | ---------------------------------------------------- |
| Campione d'Italia 2016-2017    | Amatori Lodi (2º titolo)                             |
| CERH European League 2017-2018 | Amatori Lodi Forte dei Marmi CGC Viareggio Follonica |
| Coppa CERS 2017-2018           | Breganze Valdagno Sarzana Correggio                  |
| Retrocesse in Serie A2         | Cremona Sandrigo                                     |

### Squadra campione

#### Giocatori
| N° | Naz.                 | Ruolo | Sportivo          |  |  |  |
| -- | -------------------- | ----- | ----------------- |  |  |  |
| 2  | Italia (bandiera)    | E     | Orlando Coppola   |  |  |  |
| 3  | Italia (bandiera)    | E     | Erik Bergamaschi  |  |  |  |
| 5  | Italia (bandiera)    | E     | Federico Ambrosio |  |  |  |
| 7  | Italia (bandiera)    | E     | Giulio Cocco      |  |  |  |
| 9  | Italia (bandiera)    | E     | Domenico Illuzzi  |  |  |  |
| 10 | Italia (bandiera)    | P     | Riccardo Porchera |  |  |  |
| 14 | Italia (bandiera)    | E     | Alessandro Verona |  |  |  |
| 29 | Italia (bandiera)    | E     | Enrico Pochettino |  |  |  |
| 54 | Spagna (bandiera)    | P     | Adrià Català      |  |  |  |
| 57 | Argentina (bandiera) | E     | Franco Platero    |  |  |  |
| 77 | Italia (bandiera)    | E     | Giacomo Maremmani |  |  |  |
| 85 | Italia (bandiera)    | P     | Mattia Verona     |  |  |  |

#### Staff tecnico
- Allenatore:  Nuno Resende
- Allenatore in seconda:  Luca Giaroni
- Meccanico:  Luigi Vigotti

## Statistiche del torneo

### Capoliste solitarie
|    | —— | —— | ——   | ——  | ——    | —— | ——              | ——              | ——              | ——              | ——              | ——              | ——              | ——              | ——           | ——           | ——           | ——           | ——           | ——           | ——  | ——    | ——  | ——  | ——    | —— |  |
|    |    |    | Lodi | Bre | Forte |    | Forte dei Marmi | Forte dei Marmi | Forte dei Marmi | Forte dei Marmi | Forte dei Marmi | Forte dei Marmi | Forte dei Marmi | Forte dei Marmi | Amatori Lodi | Amatori Lodi | Amatori Lodi | Amatori Lodi | Amatori Lodi | Amatori Lodi |     | Forte |     |     | Forte |    |  |
|    |    |    |      |     |       |    |                 |                 |                 |                 |                 |                 |                 |                 |              |              |              |              |              |              |     |       |     |     |       |    |  |
|    |    |    |      |     |       |    |                 |                 |                 |                 |                 |                 |                 |                 |              |              |              |              |              |              |     |       |     |     |       |    |  |
| 1ª | 2ª | 3ª | 4ª   | 5ª  | 6ª    | 7ª | 8ª              | 9ª              | 10ª             | 11ª             | 12ª             | 13ª             | 14ª             | 15ª             | 16ª          | 17ª          | 18ª          | 19ª          | 20ª          | 21ª          | 22ª | 23ª   | 24ª | 25ª | 26ª   |    |  |

### Classifica in divenire
|                 | 1ª | 2ª | 3ª | 4ª | 5ª | 6ª | 7ª | 8ª | 9ª | 10ª | 11ª | 12ª | 13ª | 14ª | 15ª | 16ª | 17ª | 18ª | 19ª | 20ª | 21ª | 22ª | 23ª | 24ª | 25ª | 26ª |
| --------------- | -- | -- | -- | -- | -- | -- | -- | -- | -- | --- | --- | --- | --- | --- | --- | --- | --- | --- | --- | --- | --- | --- | --- | --- | --- | --- |
| AFP Giovinazzo  | 0  | 0  | 0  | 3  | 3  | 3  | 6  | 9  | 9  | 9   | 9   | 12  | 12  | 12  | 12  | 15  | 15  | 15  | 15  | 18  | 18  | 18  | 18  | 18  | 18  | 21  |
| Amatori Lodi    | 3  | 6  | 9  | 12 | 12 | 13 | 16 | 17 | 18 | 21  | 24  | 25  | 28  | 31  | 34  | 37  | 40  | 43  | 46  | 49  | 49  | 50  | 53  | 56  | 59  | 60  |
| Bassano         | 3  | 4  | 4  | 7  | 7  | 7  | 7  | 7  | 10 | 11  | 14  | 14  | 17  | 20  | 21  | 21  | 24  | 27  | 28  | 31  | 34  | 37  | 40  | 43  | 43  | 46  |
| Breganze        | 3  | 4  | 7  | 10 | 13 | 13 | 13 | 14 | 17 | 18  | 19  | 20  | 23  | 26  | 27  | 30  | 30  | 33  | 33  | 34  | 37  | 40  | 40  | 40  | 40  | 40  |
| CGC Viareggio   | 1  | 2  | 5  | 5  | 8  | 11 | 14 | 17 | 18 | 21  | 24  | 27  | 27  | 30  | 31  | 34  | 34  | 37  | 40  | 43  | 43  | 46  | 46  | 49  | 50  | 50  |
| Correggio       | 1  | 4  | 4  | 4  | 7  | 10 | 10 | 10 | 10 | 13  | 13  | 14  | 14  | 14  | 15  | 15  | 18  | 21  | 24  | 24  | 24  | 24  | 25  | 25  | 25  | 26  |
| Cremona         | 1  | 1  | 1  | 1  | 1  | 4  | 4  | 4  | 5  | 8   | 8   | 9   | 12  | 12  | 15  | 15  | 16  | 16  | 16  | 16  | 16  | 16  | 16  | 16  | 19  | 19  |
| Follonica       | 1  | 4  | 5  | 8  | 11 | 12 | 13 | 16 | 19 | 19  | 22  | 23  | 26  | 29  | 29  | 32  | 32  | 32  | 32  | 32  | 35  | 35  | 38  | 41  | 44  | 47  |
| Forte dei Marmi | 3  | 6  | 9  | 9  | 12 | 15 | 16 | 19 | 20 | 23  | 26  | 29  | 32  | 32  | 35  | 35  | 38  | 38  | 41  | 44  | 47  | 50  | 53  | 56  | 59  | 62  |
| HRC Monza       | 1  | 1  | 1  | 4  | 7  | 10 | 13 | 16 | 19 | 19  | 19  | 19  | 19  | 22  | 25  | 25  | 25  | 25  | 28  | 28  | 31  | 31  | 31  | 31  | 32  | 32  |
| Sandrigo        | 0  | 0  | 3  | 3  | 4  | 4  | 4  | 4  | 4  | 4   | 4   | 4   | 4   | 4   | 4   | 4   | 4   | 4   | 7   | 7   | 7   | 10  | 11  | 11  | 11  | 11  |
| Sarzana         | 0  | 3  | 4  | 4  | 4  | 4  | 7  | 8  | 9  | 12  | 13  | 13  | 16  | 16  | 16  | 16  | 19  | 19  | 19  | 19  | 22  | 22  | 25  | 28  | 31  | 34  |
| Trissino        | 1  | 1  | 1  | 4  | 4  | 7  | 10 | 10 | 11 | 11  | 11  | 14  | 14  | 14  | 15  | 18  | 19  | 22  | 23  | 24  | 27  | 28  | 28  | 31  | 34  | 34  |
| Valdagno        | 0  | 1  | 4  | 4  | 5  | 5  | 5  | 6  | 6  | 6   | 9   | 10  | 10  | 13  | 14  | 17  | 20  | 23  | 23  | 26  | 26  | 29  | 32  | 32  | 32  | 35  |

### Record squadre
- Maggior numero di vittorie: Forte dei Marmi (20)
- Minor numero di vittorie: Sandrigo (3)
- Maggior numero di pareggi: Breganze e Trissino (7)
- Minor numero di pareggi: AFP Giovinazzo (0)
- Maggior numero di sconfitte: Sandrigo (21)
- Minor numero di sconfitte: Amatori Lodi (2)
- Miglior attacco: Amatori Lodi (143 reti realizzate)
- Peggior attacco: Trissino (79 reti realizzate)
- Miglior difesa: Forte dei Marmi (57 reti subite)
- Peggior difesa: Sandrigo (168 reti subite)
- Miglior differenza reti: Forte dei Marmi e Amatori Lodi (+60)
- Peggior differenza reti: Sandrigo (-83)

### Classifica marcatori
| Gol |  |  | Giocatore | Squadra   |
| --- |  |  | --------- | --------- |
| 52  |  |  | Marinho   | Follonica |